# Summa contra Gentiles
La Summa contra Gentiles, il cui titolo originale è Liber de Veritate Catholicae Fidei contra errores infidelium, è un trattato teologico e filosofico di Tommaso d'Aquino scritto in quattro libri tra il 1258 e il 1264. Larga sintesi cristiana sviluppata con i mezzi del pensiero filosofico aristotelico, è allo stesso tempo sia un'evoluzione che una refutazione di due pensatori anteriori, entrambi commentatori di Aristotele: il maomettano andaluso Averroè e l'ebreo andaluso Mosè Maimonide. 
Spiegando la religione cristiana, l'autore ne difende la dottrina, nei punti che divergono nell'Islam e nel Giudaismo. A questo fine, d'Aquino fa ampio affidamento a quelle parti dottrinali che convergono nelle tre religioni, ossia il monoteismo. Nel caso del giudaismo, egli riconosce la comune accettazione del Vecchio Testamento come scrittura divina; per l'Islam, invece, la condivisa (a quel tempo) tradizione aristotelica. Scritta in tono apologetico per spiegare e difendere la Fede cristiana contro gli infedeli, usa argomenti adattabili alle diverse circostanze del loro uso, confutando istanze eretiche o proposizioni dissenzienti.
Per lunghi anni si è creduto che l'opera fosse stata scritta da Tommaso su richiesta del confratello san Raimondo di Peñafort, come indicato da Pietro Marsilio. Raimondo chiese a Tommaso un manuale di ausilio per i predicatori domenicani in terra spagnola che dovevano rispondere alle obiezioni dei musulmani che conoscevano Aristotele a menadito.
Tale tesi fu contestata da René Antoine Gauthier.
I primi tre libri dell'opera seguono lo schema neoplatonismo dell'exitus/reditus (discesa è ritorno all'Uno), dove il Dio cristiano è principio e fine di tutte le cose. Lo schema non è frutto di necessità, ma della libertà divina. Esso è anche un itinerario dalla mente a Dio, condotta alle soglie della fede, come l'Itinerarium mentis in Deum scritto dal contemporaneo e amico fraterno San Bonaventura.

## Contenuto
Lo scopo di tale lavoro fu molto discusso, così come i destinatari e la relazione con le altre opere di Tommaso. È una sintesi teologica, allo stesso modo dell'opera giovanile del Commentario alle Sentenze di Pietro Lombardo e della notissima Summa Theologiae. La Summa contra Gentiles è concepita appositamente per i predicatori e gli apologeti della fede cristiana, quando la destinazione della Summa Theologiae è, come opera di studio, rivolta agli studenti di teologia.
I primi tre libri trattano ciò che la ragione filosofica umana è naturale può raggiungere con le sue sole forze, costituendo un'introduzione filosofica, alla fede: dimostrazione dell'esistenza di Dio, divina Provvidenza, libertà della volontà umana. Nel quarto libro segue un'esposizione del cuore della dottrina cattolica: vi si tratta della Trinità, del mistero dell'Incarnazione, dei Sacramenti, del Giudizio universale e della risurrezione della carne.
A differenza della Summa Theologiae, dove verità naturali e verità soprannaturali sono trattate insieme, la Summa contra Gentiles dedica i primi tre libri alle verità considerate accessibili alla ragione, mentre il quarto libro tratta delle verità note grazie alla rivelazione divina. Il motivo di tale modo di procedere sta nel fatto che, parlando con i gentiles ("pagani"), cioè, a quel tempo, con i musulmani o con i pagani, si può assumere come presupposto solo quanto essi stessi riconoscono: la ragione.
piegarsi. Questa però nelle cose di Dio non è sufficiente. Nell’investigare quindi certe verità mostreremo quali errori esse escludano, e in che modo la verità raggiunta con la dimostrazione concordi con la fede della religione cristiana.»
(ScG, I, 2; trad. Centi, 62.)
Ciascun capitolo approccia i temi in modo razionale e poi alla fine mostra la concordanza tra la verità dimostrata con la ragione (demonstrativa veritas) e la divina Rivelazione.

## Edizioni moderne
La prima edizione moderna dell'opera è quella di Pietro Antonio Uccelli nel 1878, ripubblicata nel 1918 come parte della Editio Leonina. Le appendici ai primi tre libri, basate sull'autografo, sono state pubblicate come vol. 13 (1918, 3-61) e 14 (1926, 3-49) dell'edizione Leonina. Il testo Leonino - riedito, con correzioni da parte di P. Marc, C. Pera e P. Caramello - fu pubblicato con Marietti (Torino-Roma) nel 1961.
Sono state pubblicate varie traduzioni moderne dell'opera: in inglese (1924, 1957), tedesco (1937, 2001), spagnolo (1968) e francese (1993, 1999). 

### Edizioni italiane
- Somma contro i Gentili, a cura di Tito S. Centi, Collezione Classici delle religioni, Torino, UTET, 1975,  p. 1368, ISBN 88-02026815.
- La Somma contro i gentili, 3 voll. con il testo latino dell'edizione leonina a fronte, Introduzione di Tito Centi, Bologna, Edizioni Studio Domenicano, 2000-2001.